# 猪苗代郵便局
猪苗代郵便局（いなわしろゆうびんきょく）は、福島県耶麻郡猪苗代町にある郵便局である。民営化前の分類では集配特定郵便局であった。

## 概要
住所：〒969-3199 福島県耶麻郡猪苗代町出雲壇72

## 沿革
- 1872年（明治5年）旧8月 - 猪苗代郵便取扱所として開設[1]。
- 1875年（明治8年）1月1日 - 猪苗代郵便局（五等）となる[1]。
- 1883年（明治16年）6月16日 - 為替・貯金取扱を開始[1]。
- 1901年（明治34年）12月1日 - 猪苗代郵便電信局となる[1]。
- 1903年（明治36年）4月1日 - 通信官署官制の施行に伴い猪苗代郵便局となる[1]。
- 2002年（平成14年）3月25日 - 月輪郵便局、川桁郵便局および翁島郵便局[2]から集配業務を移管。
- 2007年（平成19年）3月5日 - 磐梯郵便局および吾妻郵便局から集配業務を移管[3]。
- 2007年（平成19年）10月1日 - 民営化に伴い、併設された郵便事業郡山支店猪苗代集配センターに一部業務を移管。
- 2012年（平成24年）10月1日 - 日本郵便株式会社の発足に伴い、郵便事業郡山支店猪苗代集配センターを猪苗代郵便局に統合。

## 取扱内容
- 郵便、印紙、ゆうパック、内容証明
- 貯金、為替、振替、振込、国際送金、国債
- 生命保険、バイク自賠責保険、自動車保険
- ゆうちょ銀行ATM
- 郵便区「969-31」「969-22」「969-26」「969-27」「969-32」「969-33」区域（耶麻郡猪苗代町内全域、耶麻郡磐梯町内全域、耶麻郡北塩原村内の一部地域）の集配業務

## 周辺
- しまむら猪苗代店
- 猪苗代町立猪苗代幼稚園
- 福島県立猪苗代高等学校

## アクセス
- JR磐越西線 猪苗代駅から北に約3km
- 磐越道 猪苗代磐梯高原ICから北に約3km
- 駐車場あり：16台